# Fährstraße 13 (Rostock)
Das Haus Fährstraße 13 im Rostocker Stadtteil Gehlsdorf, auch Villa Moennich genannt, ist ein denkmalgeschütztes Bauwerk aus dem 19. Jahrhundert.

## Geschichte und Beschreibung

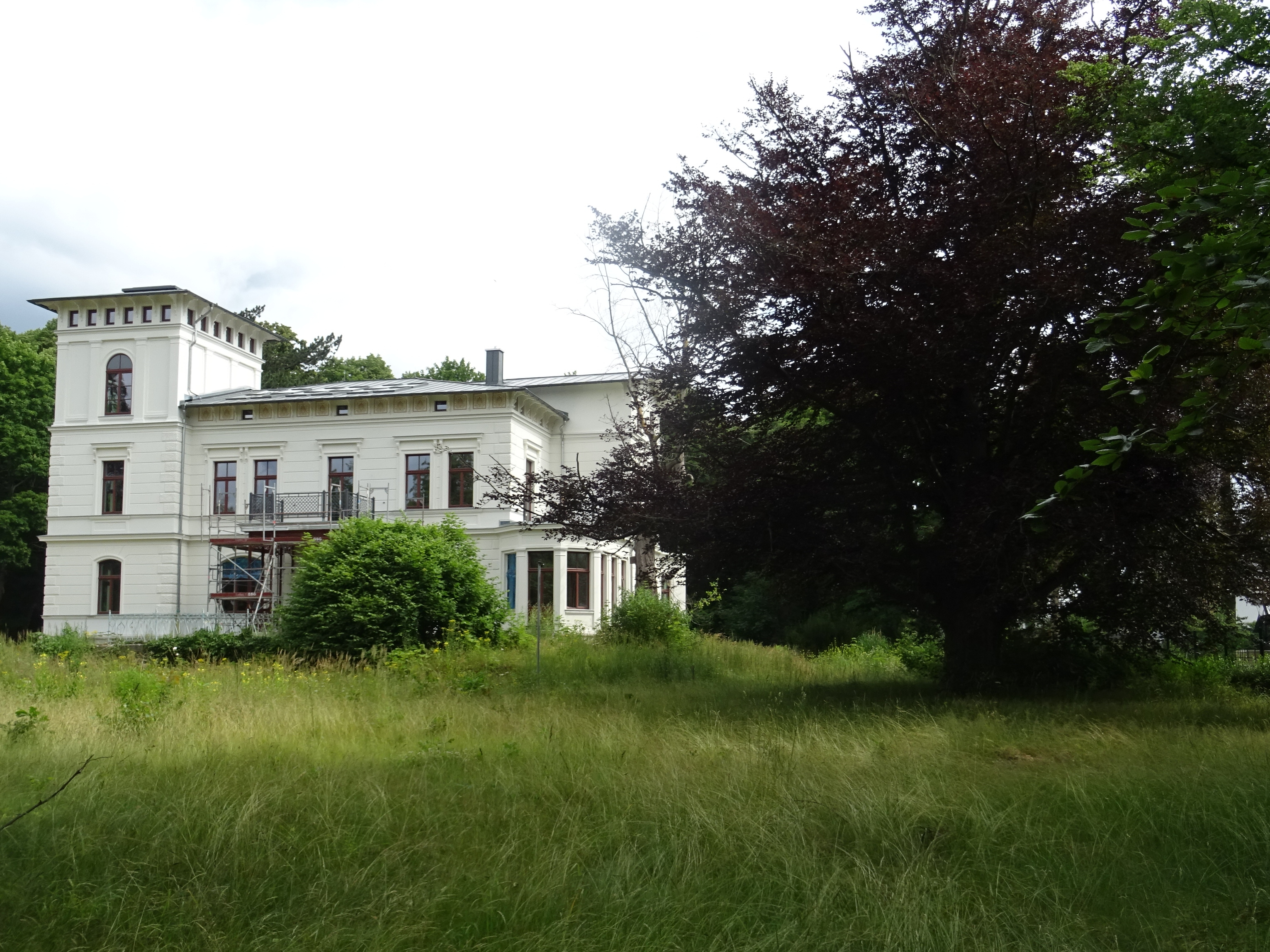
Villa Moennich

Der Rostocker Kaufmann und Reeder Theodor Burchard kaufte am 18. Juli 1873 in Gehlsdorf eine Büdnerei. Im Jahr 1882 ließ er auf dem Grundstück eine Villa errichten. Bereits im Folgejahr starb er. Das Anwesen ging laut Grundbucheintrag vom 11. Juni 1883 auf seine Witwe Helene über. Diese verkaufte es am 10. August 1887 an den Physiker und Maler Paul Moennich. Moennich ließ einen Park anlegen, der mittlerweile nicht mehr zu dem Grundstück gehört, auf dem die Villa steht, und versah diese mit einer Warmluftzentralheizung eigener Erfindung. Nach Paul Moennichs Tod im Jahr 1943 ging das Anwesen in den Besitz seines Sohnes Paul-Detlof Moennich (1889–1967) über, der tagsüber als Betriebsarzt in der Neptunwerft arbeitete und abends eine Privatpraxis in der Fährstraße 13 betrieb.
1960 verließ die Familie Moennich die DDR und zog nach Hamburg-Wandsbek; die Villa samt Park ging in städtischen Besitz über. Das Gebäude wurde später lange als Kindervilla „Regenbogen“ genutzt.
Die zweigeschossige Villa mit dreigeschossigem Turm wurde nach dem Muster italienischer Turmvillen errichtet. Sie wurde mit einigem Abstand von der Straße erbaut, so dass sich ein großzügiger Vorgarten und Platz für eine Veranda vor dem Eingangsbereich ergab. Diese Veranda ist mit kunstvollen Fliesen belegt. Die Dächer der Villa – auf der Nord- und der Südwestseite befinden sich eigene Satteldächer über den vorgezogenen Räumlichkeiten – ruhen auf Knaggen und kragen weit vor. Umlaufende Gesimse gliedern die Fassaden. Der Wintergarten an der westlichen Ecke der Villa besitzt eine polygonale Fassade; auf der Rückseite des Hauses befindet sich ein Buntglasfenster. Zum Teil sind noch aus der Bauzeit stammende Fenster erhalten geblieben, ebenso stammen Holzdecken, Türen und eine hölzerne Treppe im Inneren der Villa aus der Entstehungszeit des Gebäudes.